# Reedley (Lancashire)
Reedley is een civil parish in het bestuurlijke gebied Pendle, in het Engelse graafschap Lancashire met 1960 inwoners.